# Cebrio raynali
Cebrio raynali is een keversoort uit de familie Cebrionidae. De wetenschappelijke naam van de soort is voor het eerst geldig gepubliceerd in 1954 door Kocher.